# Neoaleurotrachelus sudaniensis
Neoaleurotrachelus sudaniensis es un hemíptero de la familia Aleyrodidae, con una subfamilia: Aleyrodinae.
Fue descrita científicamente por primera vez por Gameel en 1968.